# The Adventures of Ghosthorse and Stillborn
The Adventures of Ghosthorse and Stillborn è il terzo album discografico in studio del duo statunitense CocoRosie, pubblicato nell'aprile 2007.

## Tracce
1. Rainbowarriors – 3:55
2. Promise – 3:37
3. Bloody Twins – 1:37
4. Japan – 5:02
5. Sunshine – 2:58
6. Black Poppies – 2:37
7. Werewolf – 4:50
8. Animals – 6:02
9. Houses – 2:56
10. Raphael – 2:48
11. Girl and the Geese – 0:46
12. Miracle – 3:35 (Nella versione UK è presente la bonus track Childhood - 11:36)